# Fièvre équine du Potomac
Ehrlichiose monocytique équine
La fièvre équine du Potomac, ou ehrlichiose monocytique équine, est une maladie des chevaux,  causée par la bactérie Neorickettsia risticii. Elle est provoquée par l'ingestion accidentelle d'insectes aquatiques infestés par cette bactérie.  Elle se manifeste par des coliques, des diarrhées et une perte d'appétit, pouvant dans les cas graves entraîner la mort.
Décrite pour la première fois aux États-Unis en 1979, cette maladie a depuis été identifiée au Canada, notamment au Québec. Un vaccin a été développé pour la prévenir dans les zones infectées.

## Histoire
Cette maladie a été identifiée pour la première fois en 1979 dans l'Est des États-Unis, près du fleuve Potomac, d'où son nom. 
En 2001 et en 2007, la maladie nommée churrio ou churrido equino en Uruguay et au Brésil est identifiée comme similaire à la fièvre équine du Potomac, étant causée par les mêmes agents infectieux,.
Les premiers cas se déclarent au Québec entre juillet et août 2010.
En septembre 2020, une épidémie éclate en Alberta, avec 16 cas recensés en quelques semaines. Un cas est détecté à Shenandoah, en Virginie, en juillet 2021.

## Contamination
La contamination a lieu près de plans d'eau, durant la période de pullulation des insectes aquatiques vecteurs, en été et au début de l'automne, généralement de juin à octobre. Les chevaux ingèrent accidentellement des insectes aquatiques porteurs de la bactérie Neorickettsia risticii (en), qui se multiplie dans leurs intestins et finit par déclencher une colique.

## Signes cliniques
Les animaux affectés ne sont pas contagieux, bien que la jument gestante puisse transmettre la maladie à son poulain, ou avorter. 
Les signes cliniques de la fièvre équine du Potomac incluent une perte d'appétit, de la fièvre, un aspect abattu, des coliques et de la diarrhée,. Des œdèmes peuvent être visibles sur les membres et sous l'abdomen.
La maladie peut évoluer vers une fourbure, et se révèle mortelle dans certains cas, soit environ 30 % des cas.
Sans complications, la guérison survient en une semaine.

## Prévention et traitement
La prévention contre la fièvre équine du Potomac consiste à limiter les possibilités d'ingestion des insectes aquatiques, en empêchant l'accès aux plans d'eau, ou en réduisant la population de ces insectes. Il est ainsi possible de donner aux chevaux accès à une source d'eau propre non-contaminée et éloignée des sources de lumière, qui attirent les insectes.
Une vaccination a été développée pour les chevaux de plus de cinq mois.
En cas de contamination, le traitement est basé sur la ré-hydratation pour lutter contre les effets de la diarrhée, et sur l'administration d'anti-inflammatoires non stéroïdiens en cas de coliques ou de fourbure. Il est possible d'administrer des antibiotiques  qui améliorent l'état du cheval en 24 à 48 heures. 